# آبروسنا
آبروسنا (به اسپانیایی: Abrucena) دهستانی در استان آلمریای اسپانیا است.
در این دهستان ۱٬۱۷۰ نفر زندگی می‌کنند. مساحت این دهستان ۸۳٫۱۸ کیلومتر مربع است.